# マリア・デ・ナバラ
マリア・デ・ナバラ（María de Navarra, 1329年 - 1347年4月29日）は、アラゴン王ペドロ4世の最初の王妃。ナバラ女王フアナ2世（ジャンヌ、フランス王ルイ10世の娘）とその共同統治者フェリペ3世（フィリップ・デヴルー）の長女。フランス名はマリー・ド・ナヴァール（Marie de Navarre）またはマリー・デヴルー（Marie d'Évreux）。
1338年にペドロ4世と結婚した。ペドロはすでに即位していたが、この年にはまだ17歳であり、マリアは9歳である。5年後の1343年から1347年までにマリアは1男3女を生んだ。
- コンスタンサ（1343年 - 1363年）　シチリア王フェデリーコ3世と結婚
- フアナ（1344年 - 1384年）
- マリア（1341年 - ?、夭逝）
- ペドロ（1347年）

マリアは末子ペドロを生んだ際に18歳で死去した。その後、ペドロ4世は3度再婚した。